# Санданско-Петричка котловина
Санданско-Петричката котловина е котловина в най-югозападната част на Република България и съвсем малка част на територията на Република Гърция по поречието на река Струма и десния ѝ приток Струмешница.

## Географска характеристика

### Географско положение, граници, големина
Котловината е разположена между планините Пирин (на изток), Малешевска и Огражден (на запад и северозапад), Беласица (на югозапад), Сенгелска и Славянка (на югоизток). Средната ѝ надморска височина е около 200 m, а площта – около 550 km2. Максималната ѝ дължина е 42 km, а ширината ѝ достига до 13 km. Условно се разделя на две полета – Санданско (по-голямо, с посока север-юг) и Петричко (по-малко, с посока запад-изток) като между тях е разположен младият, в геоложки смисъл, угаснал вулкан Кожух. Най-високите части на Кожух се издигат на близо 200 м над речното корито на Струма. На север чрез Кресненското дефиле се свързва със Симитлийската котловина, а на юг чрез Рупелския пролом – с обширното Сярско поле в Гърция. На запад е широко отворена към Струмишкото поле в Северна Македония.

### Геоложки строеж, релеф, полезни изкопаеми, минерални извори
Формирането на котловината започва в началото на терциера чрез грабеновидно пропадане. През плиоцена се образува обширен сладководен басейн, който през кватернера се оттича. Котловината е силно разчленена и нахълмена от многобройни долини и от угасналия вулкан Кожух. В южната ѝ част е образуван малкият, но изразителен Марикостински пролом между Митин рид и Бански рид. Обширната ѝ заливна тераса в рамките на котловината на места е заблатена. Двете главни долини в котловината на Струма и Струмешница са с широки алувиални дъна. В северната ѝ част, в полите на Малешевска планина, край село Палат има находища на флуорит. По околните разседи, по които котловината е потънала бликат множество минерални извори – при Сандански, Левуново, Марикостиново, местността Рупите в угасналия вулкан Кожух, Петрич.

### Климат и води, почви
Котловината е с преходносредиземноморски климат и е едно от най-топлите места в България. Тук са най-високите средногодишни температури за страната – в Сандански 13,9 °C, в Петрич 13,6 °C; средна януарска температура Сандански 2,4 °C, Петрич 1,6 °C; средна юлска температура Сандански 24,6 °C, Петрич 25,1 °C. Годишната сума на валежите е 534 mm в Сандански и 670 mm в Петрич, като максимумът им е през зимата и районът е най-сухият за цялата страна. Снежната покривка се задържа само няколко дни.
Санданско-петричкото поле се отводнява от река Струма и нейните множество притоци извиращи от съседните планини – леви: Влахинска река, Санданска Бистрица, Мелнишка река, Пиринска Бистрица и др.; десни: Цапаревска река, Лебница, Струмешница и др.
Покрай речните корита почвите са предимно алувиални и делувиални, а по хълмистата ѝ част и периферията – канелени ливадни горски почви.

### Стопанство, флора и фауна
В котловината се разполагат зеленчукови градини, както и насаждения от праскови, киви, смокини и маслини. Добре развити са някои отрасли в земеделието, с които районът се специализира в рамките на страната: лозарство, тютюнопроизводство, овощарство. По поречието на Струма се срещат влаголюбиви растения като елша, топола, върба и чинар, а животинският свят е представен от средиземноморските видове отровния паяк, воден плъх, блатна костенурка, усойница, пепелянка, смок и други. Санданско-Петричката котловина се намира на една от главните въздушни магистрали за миграция на прелетните птици от Европа към Африка – Виа Аристотелис (Задбалканския път).
В наносните конуси на дъното на котловината са формирани значителни количества грунтови води. На базата на множеството минерални извори се развива балнеолечебното дело, както и производството на оранжерийни зеленчуци.

## Селища
Поради благоприятните климатични и почвени условия котловината е гъсто заселена. В нея са разположени 3 града и 53 села.
В България:
- Община Кресна – 1 град и 2 села: Долна Градешница, Кресна и Сливница;
- Община Петрич – 1 град и 29 села: Беласица, Габрене, Генерал Тодоров, Долно Спанчево, Дрангово, Кавракирово, Камена, Капатово, Ключ, Коларово, Кромидово, Кулата, Кърналово, Марикостиново, Марино поле, Митино, Михнево, Ново Кономлади, Петрич, Първомай, Рибник, Рупите, Ръждак, Самуилово, Скрът, Старчево, Струмешница, Тополница, Чучулигово и Яворница;
- Община Сандански – 1 града и 14 села: Враня, Вълково, Дамяница, Катунци, Лебница, Левуново, Лешница, Ново Делчево, Ново Ходжово, Пиперица, Сандански, Склаве, Спатово, Струма и Хърсово;
- Община Струмяни – 6 села: Горна Крушица, Драката, Илинденци, Каменица, Микрево и Струмяни;

В Гърция:
- Дем Синтика – 2 села: Драготин и Сенгелово.

## Транспорт
През котловината преминават участъци от 4 пътя от Държавната пътна мрежа:
- От север на юг, от град Кресна до ГКПП „Кулата“, на протежение от 47,4 км – участък от първокласен път № 1 Видин – София – Благоевград – ГКПП „Кулата“;
- От североизток на югозапад, на протежение от 12,7 км – целият участък от третокласен път № 108 Ново Делчево – Петрич;
- От запад на изток, между селата Ново Делчево и Хотово, на протежение от 5,3 км – участък от третокласен път № 109 Ново Делчево – Мелник;
- От изток на запад, от село Катунци до ГКПП „Златарево“, на протежение от 50,9 км – участък от третокласен път № 198 Гоце Делчев – Петрич – ГКПП „Златарево“;

Успоредно на първокласен път № 1 преминава и трасето на жп линията от София за Солун и отклонението от гара Генерал Тодоров до Петрич.
Районът е почти напълно усвоен, тъй като туризмът и земеделието са добре развити и му придават добра икономическа стабилност.

## Топографска карта
- Лист от карта K-34-94. Мащаб: 1 : 100 000.
- Лист от карта K-34-95. Мащаб: 1 : 100 000.